# Willard Saulsbury, Sr.
Willard Saulsbury, Sr. (Kent megye, 1820. június 2. – Dover, 1892. április 6.) az Amerikai Egyesült Államok szenátora (Delaware, 1859–1871).